# Републикански път III-5008
Републикански път IIІ-5008 е третокласен път, част от Републиканската пътна мрежа на България, преминаващ изцяло по територията на област Стара Загора, Община Стара Загора. Дължината му е 10,8 km.
Пътят се отклонява надясно при 219,4 km на Републикански път I-5 в най-високата точка на Змейовския проход и се насочва на запад-югозапад през Сърнена Средна гора. Преминава през селата Борилово и Пряпорец и на 2,3 km южно от последното се свързва с Републикански път III-6602 при неговия 13,4 km.
| Пътища, отклоняващи се надясно (населено място, № на пътя, посока на пътя) | km   | Пътища, отклоняващи се наляво (посока на пътя, № на пътя, населено място) |
| -------------------------------------------------------------------------- | ---- | ------------------------------------------------------------------------- |
| Община Стара Загора, I-5, 219,4 km, Змейовски проход →                     | 0,0  | → Змейовски проход, 219,4 km, I-5, Община Стара Загора                    |
| с. Борилово                                                                | 6    | с. Борилово                                                               |
| с. Пряпорец                                                                | 8,5  | с. Пряпорец                                                               |
| (до 30,1 km на III-608) III-6602, 13,4 km ←                                | 10,8 | ← 13,4 km, III-6602 (от с. Богомилово)                                    |